# Ogre Battle: The March of the Black Queen
 (octobre 2018).
Si vous disposez d'ouvrages ou d'articles de référence ou si vous connaissez des sites web de qualité traitant du thème abordé ici, merci de compléter l'article en donnant les références utiles à sa vérifiabilité et en les liant à la section « Notes et références ».
Ogre Battle: The March of the Black Queen est un tactical RPG développé par Quest et édité  en 1993 par Enix sur Super Famicom. Le jeu a été réédité en 1996 sur PlayStation et Saturn. Il est le premier jeu de la série Ogre Battle.
Les principaux attrait de ce jeu de rôle au tour par tour résident dans son système de recrutement et d'évolution des personnages.
Le titre du jeu est tiré des deux chansons du groupe de rock Queen, Ogre Battle et The March of the black Queen, tous deux sortis en 1974 dans l'album Queen II.